# People of the Sun
«People of The Sun» es un sencillo lanzado por el grupo estadounidense Rage Against The Machine en 1996. La canción habla sobre el movimiento zapatista, y fue incluido en el LP Evil Empire, el CD & DVD Live at the Grand Olympic Auditorium, el DVD Rage Against the Machine y The People of Sun (EP). Además tiene su propio vídeo musical.
Zack de la Rocha escribió la canción después de visitar el estado de Chiapas al Sureste de México, de ahí partieron los rumores de la separación de la banda, dado que él había tomado mucha importancia a mantener el movimiento zapatista.
La canción tiene varias referencias, dos de las más importantes son la caída de Tenochtitlán y los Zoot Suit Riots en la ciudad de Los Ángeles en 1943.

### Canciones
1. People of the Sun
2. Zapata's Blood (Live)
3. Without a Face

## Versión EP
En 1997 Rage Against The Machine lanzó  la verisón "People Of The Sun" en vinilo 10". Este fue publicado por el sello independiente Revelation Records (REV#56), quienes habían fichado a la anterior banda de Zack, Inside Out. El vinilo trae una carta con información acerca del Movimiento Zapatista en la región de Chiapas. En 2008, Revelation relanzó el EP. 

### Canciones
Lado A
1. People of The Sun – 2:30
2. Without a Face (Live) – 4:07
3. Intro (Black Steel in the Hour of Chaos) (Live) – 3:37
4. Zapata's Blood (Live) – 3:47

Lado B
1. Bulls on Parade – 3:48
2. Hadda Be Playing on the Jukebox (Live) – 8:09

## Créditos
| Banda - Zack De La Rocha – voces, letras - Tom Morello – guitarras - Tim Bob – bajo - Brad Wilk – batería - Rage Against The Machine – coproducción, composición y arreglos | Personal adicional - Michael Goldstone – A&R - Cecilia Rodríguez – notas - Andy Wallace – mezcla - Tina Modotti – fotografía - Brendan O'Brien – producción - C. Ridenhour*, E. Sadler*, H. Shocklee*, W. Drayton* – composición (A3) - Chuck D – voces adicionales (A3) - Allen Ginsberg – concepto de poema (B2) |